# Nacktzunge
Die Nacktzunge (Gymnachirus melas) ist ein Plattfisch.

## Beschreibung
Mit plumpem Körper und unbeschuppter Haut ist die Nacktzunge ein außergewöhnlicher Vertreter ihrer Familie, der Amerikanischen Seezungen. Beide Augen liegen bei den meisten dieser Fische auf der rechten Seite, die mit dunklen Streifen überzogen ist. Obwohl sie ihr Leben größtenteils, auf ihrer blinden linken Flanke liegend, auf dem Sandgrund des Meeres verbringen, können sie gut schwimmen. Sie sind bis 25 cm lang.

## Vorkommen
Der Fisch ist im Westatlantik von den Küsten von Massachusetts und südlich bis Florida, Bahamas und dem Golf von Mexiko verbreitet. Sein häufigstes Habitat sind Küstengewässer in 30 bis 45 Metern Tiefe. Er kommt aber bis in 183 m Tiefe vor.